# Liste der Kulturdenkmäler in Spabrücken
In der Liste der Kulturdenkmäler in Spabrücken sind alle Kulturdenkmäler der rheinland-pfälzischen Ortsgemeinde Spabrücken aufgeführt. Grundlage ist die Denkmalliste des Landes Rheinland-Pfalz (Stand: 2. August 2023).

## Denkmalzonen
| Bezeichnung                    | Lage                                      | Baujahr | Beschreibung | Bild                           |
| ------------------------------ | ----------------------------------------- | ------- | --- | ------------------------------ |
| Denkmalzone Gräfenbacher Hütte | nordwestlich des Ortes am Gräfenbach Lage | 1839    | Anlage mit Hochofenbezirk (Ruine), Lager-, Verwaltungs- und Wohngebäuden, 1839 bis 1841; ein- bis zweigeschossige klassizistische Bruchstein- und Fachwerkbauten, zweiflügeliger Magazinbau, bezeichnet 1839 | weitere Bilder Fotos hochladen |

## Einzeldenkmäler
| Bezeichnung                                               | Lage                                       | Baujahr                 | Beschreibung | Bild                           |
| --------------------------------------------------------- | ------------------------------------------ | ----------------------- | --- | ------------------------------ |
| Dorfgemeinschaftshaus                                     | Am Kastell 11 Lage                         | um 1910/20              | ehemalige Schule; eingeschossiger Mansarddachbau, um 1910/20 | BW                             |
| Kreuzigungsgruppe                                         | Am Kirchplatz Lage                         | 18. Jahrhundert         | Kreuzigungsgruppe, barock, 18. Jahrhundert | Fotos hochladen                |
| Katholische Pfarr- und Wallfahrtskirche Maria Himmelfahrt | Am Kirchplatz 2 Lage                       | 1731–36                 | ehemalige Franziskanerklosterkirche, fünfachsiger Saalbau, 1731–36 über den Grundmauern des Vorgängers von 1359; ehemaliges Konventsgebäude, 1721–32; Torso einer spätgotischen Steinfigur, um 1390; Pfarrarchiv mit reichen Beständen des 16. und 17. Jahrhunderts, ehemaliges Wirtschaftsgebäude | weitere Bilder Fotos hochladen |
| Kriegerdenkmal                                            | Hauptstraße Lage                           | 1923                    | Kriegerdenkmal 1914/18, Kruzifix auf reliefiertem Sockel, 1923, nach Zerstörung 1945 erneuert 1953 | Fotos hochladen                |
| Kapelle                                                   | nördlich des Ortes beim Aschbornerhof Lage | 19. Jahrhundert         | kleiner Putzbau mit Pyramidendach, 19. Jahrhundert (?), Anbau (Spritzenhaus?) | Fotos hochladen                |
| Pfeffermühle                                              | östlich des Ortes Lage                     | 18. und 19. Jahrhundert | Hofanlage, 18. und 19. Jahrhundert; Krüppelwalmdachbau, Fachwerk | BW                             |

## Ehemalige Kulturdenkmäler
| Bezeichnung | Lage                                | Baujahr         | Beschreibung                                                                                        | Bild |
| ----------- | ----------------------------------- | --------------- | --------------------------------------------------------------------------------------------------- | ---- |
| Rotmühle    | westlich des Ortes an der K 29 Lage | 18. Jahrhundert | barocker Fachwerkbau, teilweise massiv, Krüppelwalmdach, 18. Jahrhundert; aus Denkmalliste gelöscht | BW   |